# Château du baron Jovanović
Le château du baron Jovanović (en serbe cyrillique : Дворац Барона Јовановића ; en serbe latin : Dvorac Barona Jovanovića) est situé à Sočica, dans la province de Voïvodine, dans la municipalité de Vršac et dans le district du Banat méridional, en Serbie. Il est inscrit sur la liste des monuments culturels de grande importance de la république de Serbie (identifiant no SK 1139).

## Présentation
Le château a été construit dans les premières décennies du XIXe siècle pour le baron Jovanović. En 1832, la propriété a été achetée par Čiko Silaš puis elle a été rachetée en 1857 par le docteur Nestor Mesarović et ses enfants. Elle est enfin passée entre les mains d'un certain Béla Mathényi,.
Le bâtiment, de style néo-classique, forme un rectangle et est constitué d'un simple rez-de-chaussée. La symétrie de la façade principale est accentuée par un grand porche. La façade sur cour possède une avancée plus modeste sans doute construite plus tard. Les fenêtres sont ornées de grilles en fer forgé,.
Le château a été restauré et abrite aujourd'hui l'administration de la communauté locale de Sočica.